# Aros de cebolla

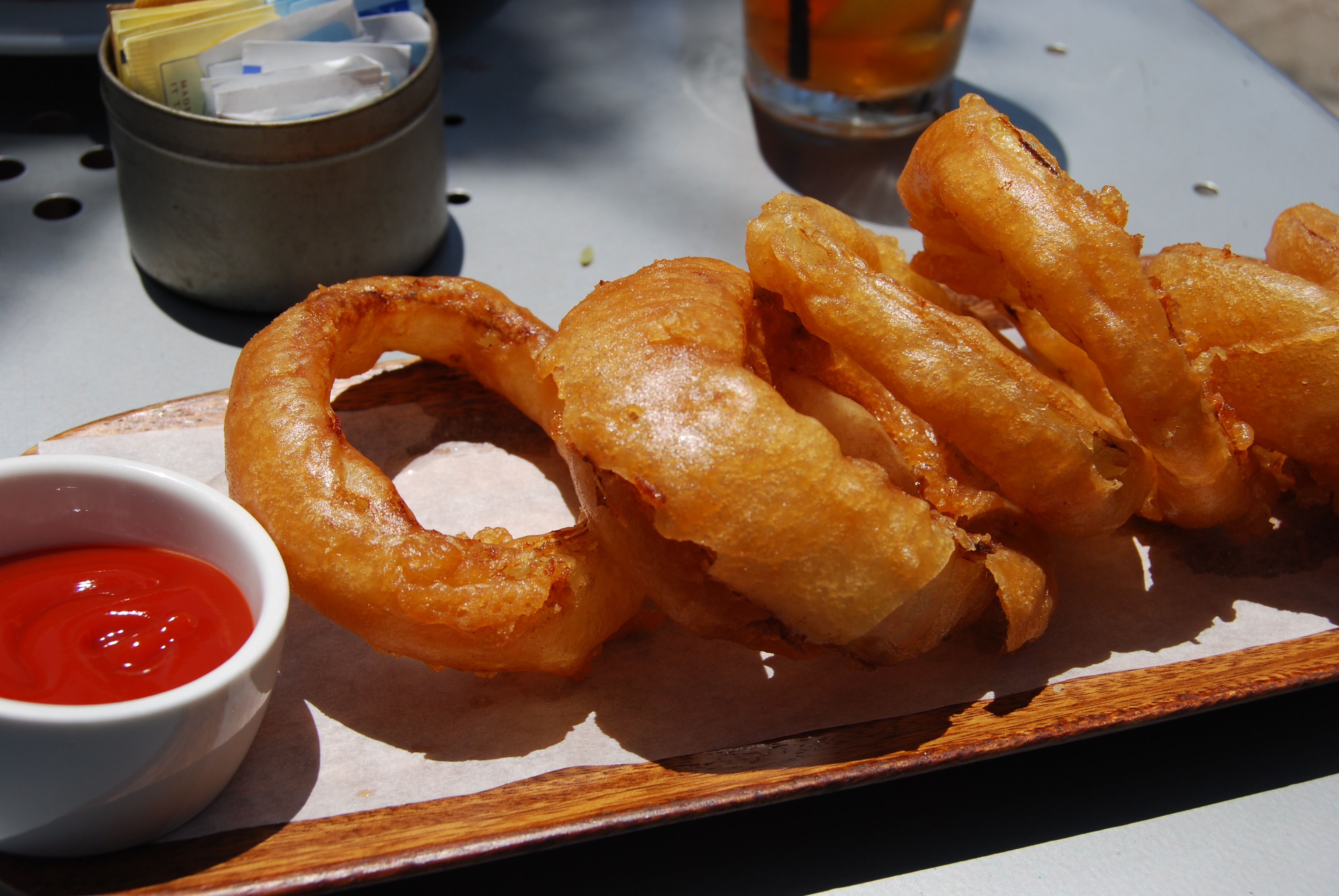
Aros de cebolla, servidos con kétchup.

Los aros de cebolla son un tipo de comida rápida que se encuentra generalmente en los Estados Unidos, Canadá y otros lugares.

## Historia
El origen exacto de los aros de cebolla es desconocido. En 1933 un anuncio con una receta de aros de cebolla apareció en una revista de The New York Times, aunque los restaurantes Pig Stand reclaman la invención del aro de cebolla en los años veinte.

## Características
Los aros de cebolla son cebollas cortadas transversalmente para que se puedan poner en forma de anillo que son rebozados en harina con algo de levadura y posteriormente son fritos en aceite. Los aros de cebolla quedan crujientes debido a la masa frita de que están rodeados.
Existen varios estilos y formas de preparar los aros, tales como disponerlos juntos de forma rectangular, por separado o con otros alimentos como jalapeños. En España se sirven como aperitivo o tapa. Se trata de un aperitivo que se sirve y se come caliente.